# Dora García
Pour les articles homonymes, voir García.
Dora García, née à Valladolid en 1965, est une artiste espagnole vivant à Bruxelles. Son œuvre artistique est orientée vers la performance et l'art vidéo.

## Biographie
Étudiante en art à l'Université de Salamanque et à la Rijksakademie d'Amsterdam, elle s'installe à Bruxelles, en Belgique.
Sa création artistique s'oriente vers les thèmes féministes et politiques et vers les spectateurs.
Elle reçoit le prix national d'arts plastiques du ministère de la culture espagnol en 2021.
Elle est aujourd'hui une artiste pluridisciplinaire reconnue pour ses performances, notamment sur la scène artistique européenne.